# Krâvanh-hegység
A Krâvanh-hegység (khmerül ជួរភ្នំក្រវាញ [Chuor Phnom Krâvanh], thaiul ทิวเขาบรรทัด [Thio Khao Banthat]) avagy Kardamom-hegység az Indokínai-félszigeten, Kambodzsa és Thaiföld területén fekvő hegység. 

## Elhelyezkedése
A hegység vonulatai Kambodzsa délnyugati partjaival párhuzamosan húzódnak. Északi része Kelet-Thaiföldön fekszik, majd láncai délkelet felé körülbelül 160 kilométer hosszan, egészen a Mekong torkolatának közeléig, a kambodzsai-vietnámi határig tartanak. Lealacsonyodó vonulatai dél felé, a tengerpartig a Dâmrei-hegységben folytatódnak.

## Kialakulása
A Krâvanh-hegység kőzettani felépítése igen változatos. Aljzata az óidőben keletkezett, alaposan lepusztult tönkfelszín, melyre a középidőben nagyobb vastagságú homokkő rakódott le. A homokkő tábláit törések, vetődések szabdalták fel. Helyenként gránit felnyomulások tették változatosabbá a felszínt, ilyen a hegység legmagasabb pontja, az északi részén található Phnom Aoral is, mely egyben Kambodzsa legmagasabb pontja is. Magasságára különböző adatok találhatóak: 1813 m vagy 1771 m.

## Éghajlat és vízrajz
A területre a trópusi monszun éghajlat jellemző. A hegység nyugati oldala az Indiai-óceán felé néz, így az esős évszakban jelentős mennyiségű (3800-5000 mm) csapadékot kap. Keleti, a Kambodzsai-alföld felé néző lejtői esőárnyékban fekszenek, így évi csapadékmennyiségük „mindössze” 1000-1500 mm.

## Növényzet és gazdálkodás
A Krâvanh-hegységet sűrű trópusi esőerdő borítja. Ritkán lakott terület, állatvilága rendkívül gazdag. Keleti lejtőin nagy területeken termesztenek kardamomot és borsot, melyek az ország jelentős exportcikkei.